# هيرب بيترسون
هيرب بيترسون (بالإنجليزية: Herb Peterson)‏ هو عسكري وشخصية أعمال أمريكي، ولد في 5 يناير 1919 في شيكاغو في الولايات المتحدة، وتوفي في 25 مارس 2008 في سانتا باربارا في الولايات المتحدة.